# Rock Academy
Pour la série, voir Rock Academy (série télévisée).
Pour plus de détails, voir Fiche technique et Distribution.
Rock Academy (School of Rock), ou L'École du Rock au Québec, est un film américain réalisé par Richard Linklater, sorti en 2003.

## Synopsis
Dewey Finn est un guitariste et artiste raté qui vit en colocation avec son ami Ned Schneebly. La petite amie de ce dernier le menace de l'expulser si Dewey ne paye pas son loyer. Dewey comptait sur son groupe de musique pour trouver l'argent nécessaire au remboursement mais est « viré » de son groupe No Vacancy. Il usurpe l'identité de Ned et se fait passer pour un instituteur remplaçant. Il découvre le talent musical des enfants de la classe dont il s'occupe et décide de monter un groupe avec les élèves, la classe étant transformée en véritable salle de répétition. Il enseigne aux enfants l'histoire du rock et sa philosophie (« Il faut dire "NON" au boss ») et compte sur son nouveau groupe pour gagner la battle of the band (bataille des groupes rock) et ainsi pour pouvoir rembourser son ami Ned. 
Celui-ci découvre toute l'histoire la veille du concert prévu par Dewey et son groupe. Cependant, les élèves pardonnent à leur ancien professeur et décident, à l'insu de leurs parents, d'aller jouer la chanson écrite par le jeune Zack Mooneyham (Joey Gaydos Jr.). Le groupe connaît un franc succès mais termine derrière l'ancien groupe de Dewey, No Vacancy. Cependant, les enfants ont appris que ce qui comptait n'était pas de gagner mais de « mettre le feu ». Ils entendent un rappel du public qui leur demande de jouer une autre chanson. Avec leur talent surprenant, ils vont réussir à monter une vraie école dans l'appartement de Ned, avec lui en tête, pour enseigner le rock aux jeunes.

## Fiche technique
- Titre original : School of Rock
- Titre français : Rock Academy
- Titre québécois : L'École du Rock
- Réalisation : Richard Linklater
- Scénario : Mike White
- Musique : Craig Wedren
- Décors : Jeremy Conway
- Costumes : Karen Patch
- Photographie : Rogier Stoffers
- Montage : Sandra Adair
- Production : Scott Rudin
  - Production exécutive : Steve Nicolaides et Scott Aversano (sv)
- Société de production : Paramount Pictures
- Budget : 20 millions de dollars (13 660 000 EUR)
- Pays de production :  États-Unis et  Allemagne
- Langue originale : anglais
- Format : couleur - 1,85:1 - son DTS / Dolby - 35 mm
- Genre : comédie
- Durée : 108 minutes
- Dates de sortie :
  - États-Unis, Canada : 24 septembre 2003 (avant-première aux États-Unis), 3 octobre 2003 (sortie nationale)
  - Allemagne : 5 février 2004
  - Suisse romande : 11 février 2004
  - Belgique : 18 février 2004
  - France : 24 mars 2004

## Distribution
- Jack Black (VF : Sébastien Cauet[1] ; VQ : Stéphane Rivard) : Dewey Finn
- Sarah Silverman (VF : Edwige Lemoine ; VQ : Isabelle Leyrolles) : Patty Di Marco, la petite amie de Ned
- Mike White (VF : Laurent Morteau ; VQ : Joël Legendre) : Ned Schneebly
- Joan Cusack (VF : Josiane Pinson ; VQ : Élise Bertrand) : Rosalie « Rose » Mullins, la Principale, directrice de l'école
- Miranda Cosgrove (VF : Florine Orphelin ; VQ : Catherine Brunet) : Summer Hathaway
- Joey Gaydos Jr. (VQ : Thomas Deshaies) : Zack Mooneyham
- Kevin Alexander Clark (VQ : Xavier Dolan[2]) : Freddy Jones
- Rivkah Reyes : Katie
- Robert Tsai : Lawrence
- Maryam Hassan : Tomika
- Aleisha Allen : Alicia
- Caitlin Hale (en) : Marta « Blondie »
- Brian Falduto : Billy
- Zachary Infante : Gordon
- James Hosey : Marco
- Angelo Massagli (de) : Frankie
- Cole Hawkins (en) : Leonard
- Jordan-Claire Green (en) : Michelle
- Veronica Afflerbach : Eleni
- Adam Pascal (en) (VF : Thierry Ragueneau[3]) : Theo
- Lucas Babin (en) : Spider
- Lucas Papaelias : Neil
- Chris Stack (en) : Doug
- Frank Whaley (VF : Bruno Choël) : le directeur de la bataille des groupes (non crédité)

## Accueil

### Box-office
| Pays                         | Box-office      | Nbre de sem. | Classement TLT | Date        |
| Box-office Mondial           | 131 095 614 $   | -            | -              | Total       |
| Box-office États-Unis/Canada | 81 261 177 $    | -            | 466e           | Total       |
| Box-office France            | 206.926 entrées | -            | -              | Total       |
| Box-office Paris             | 26.626 entrées  | 1 sem.       | -              | au 30/03/04 |
| Box-office Belgique          | 71.945 entrées  | -            | -              | Total       |
| Box-office Suisse            | 70.669 entrées  | -            | 696e           | Total       |

- Sources :

Mondial et États-Unis/Canada : boxofficemojo.com
France : CNC
Paris : Cbo-boxoffice.fr
Suisse : Procinema.ch
Belgique : MFB/OBS

## Distinctions

### Récompenses
- BMI Film Music Awards 2004 pour Craig Wedren
- British Comedy Awards 2004 : meilleure comédie
- MTV Movie Awards 2004 : meilleure performance dans une comédie pour Jack Black

### Nominations
- BFCA Award 2004 : meilleure chanson pour Mike White
- Grammy Awards 2004 : meilleure compilation de musique de film
- Satellite Awards 2004 : meilleur acteur pour Jack Black
- Young Artist Awards 2004 : meilleur film familial

## Autour du film
- Une comédie musicale adaptée du film par Andrew Lloyd Webber est annoncée au Winter Garden Theatre de Broadway fin 2015[5], et au London Palladium à l'automne 2016[6].
- La série Rock Academy diffusée entre 2016 et 2018 est adaptée du film[7].